# (10349) 1992 LN
1992 أل أن (ويعرف أيضًا باسم (10349) 1992 أل أن وفق تسمية الكوكب الصغير) (بالإنجليزية: 1992 LN)‏ هو كويكب ضمن حزام الكويكبات؛ وترتيبه 10349 من حيث الاكتشاف.
اكتُشف هذا الجُرم الفلكي بواسطة Gregory J. Leonard ‏ في 3 يونيو 1992.

## وصلات خارجية
- (10349) 1992 LN في قاعدة بيانات مختبر الدفع النفاث لأجرام النظام الشمسي الصغيرة

- الاكتشاف · مخطط المدار ·  العناصر المدارية · المعلمات المادية

- (10349) 1992 LN على موقع ويكي سكاي: DSS2, SDSS, GALEX, IRAS, Hydrogen α, X-Ray, Astrophoto, Sky Map, Articles and images